# Animal (canción de Troye Sivan)
«Animal» es una canción del cantante y compositor australiano Troye Sivan. Se lanzó a través de EMI Music Australia el 9 de agosto de 2018, como el quinto y último sencillo de su segundo álbum de estudio, Bloom (2018).

## Antecedentes
Sivan mencionó la canción a través de Twitter un día antes de su lanzamiento. En el breve avance que publicó, se puede ver una figura silueteada haciendo movimientos de la mano con la música de fondo, antes de que se muestre una serie de videos de Sivan y su novio Jacob Bixenman. El título de la canción parpadea en la pantalla, con detalles de la versión que aparecen en una fuente más pequeña a continuación. Sivan subtituló el teaser oscuro: "Última canción antes del álbum. ¡Aquí vamos kiddos!". Poco antes del lanzamiento de la canción, anunció con clips del tema que se interpretaron en vivo, describiendo la canción en uno de los tuits: "«Animal» es una de mis canciones favoritas que he escrito. Quería hacer una canción de amor épica e intemporal sobre lo azotado que estoy". Estrenó la canción para ejecutivos de medios y la industria en el Congreso de Capitol Records un día antes de su lanzamiento comercial.

## Composición
Es una balada pop en la que "Sivan atraviesa temas de amor y lujuria". Presenta "un ambiente oscuro y malhumorado con Sivan embelesado en un enamoramiento aparentemente interminable". La segunda mitad de la canción contiene un cambio de ritmo que sónicamente muestra un parecido con el álbum de Frank Ocean de 2016 Blonde. "Desde la forma en que el sintetizador sube bruscamente hasta que se corta con un efecto de sonido de botón de cinta de cassette para activar el cambio, a la reverberación espaciosa en la voz de Troye con sus letras repetidas " al vez sea usted (tal vez sea) // tal vez ese eres tú" sobre el ritmo distorsionado", escribió Alex Beach para MTV News.

## Recepción crítica
Lake Schatz de Consequence of Sound consideraba «Animal» como "una mezcla equilibrada de dulce, sacarina y todo lo demás". Alex Beach, de MTV News, opinó que la canción muestra "el rango de habilidades de Sivan y una emoción genuina y honesta al escribir canciones", calificándola de "una confesión poderosa y emocional de cuán intenso es su amor por su novio". Tom Breihan, de Stereogum, escribió: "'Animal' monta algunas olas de sintetizador tremendas sin dejar de sonar íntimo y reducido, y Sivan ofrece un coro majestuoso". Mike Nied de Idolator observó "una belleza sorprendente en la letra".

## Posicionamiento en listas
| Listas (2018)                    | Mejor posición |
| -------------------------------- | -------------- |
| Nueva Zelanda Hot Singles (RMNZ) | 16             |